# Tỏa Tình
Tỏa Tình là một xã thuộc huyện Tuần Giáo, tỉnh Điện Biên, Việt Nam.

## Địa lý
Xã Tỏa Tình có vị trí địa lý:
- Phía đông và phía nam giáp tỉnh Sơn La
- Phía tây giáp các xã Quài Cang, Quài Nưa, Quài Tở
- Phía bắc giáp xã Ta Ma.

Xã Tỏa Tình có diện tích 65,06 km², dân số năm 2022 là 2.534 người,< mật độ dân số đạt 38 người/km².

## Hành chính
Xã Tỏa Tình được chia thành 7 bản: Chế Á, Háng Tầu, Hua Sa A, Hua Sa B, Lồng, Song Ia, Tỏa Tình.